# Stade Saint-Symphorien
Het Stade Saint-Symphorien is een voetbalstadion in het Franse Metz. De voetbalclub FC Metz speelt haar thuiswedstrijden in het stadion. Het heeft een capaciteit van 26.700 toeschouwers en werd gebouwd in 1923. Het stadion ligt vlak langs de Franse autosnelweg A31.

## Interlands
Het stadion is enkele keren het toneel geweest van een voetbalinterland.
| 1. | 31 mei 2005     | Frankrijk – Hongarije | 2 – 1 | Vriendschappelijk    | 26.186 |
| 2. | 3 juni 2006     | Luxemburg – Portugal  | 0 – 3 | Vriendschappelijk    | 19.159 |
| 3. | 12 oktober 2010 | Frankrijk – Luxemburg | 2 – 0 | EK 2012 kwalificatie | 24.710 |
| 4. | 4 juni 2016     | Frankrijk – Schotland | 3 – 0 | Vriendschappelijk    | 25.057 |
| 5. | 5 juni 2024     | Frankrijk – Luxemburg | 3 – 0 | Vriendschappelijk    | 25.590 |

Stade Raymond-Kopa (Angers) ·
Matmut Atlantique (Bordeaux) ·
Stade Francis-Le Blé (Brest) ·
Stade Gabriel Montpied (Clermont) ·
Stade Bollaert-Delelis (Lens) ·
Stade Pierre-Mauroy (Lille) ·
Stade du Moustoir (Lorient) ·
Parc Olympique Lyonnais (Lyon) ·
Stade Vélodrome (Marseille) ·
Stade Saint-Symphorien (Metz) ·
Stade Louis II (Monaco) ·
Stade de la Mosson (Montpellier) ·
Stade de la Beaujoire (Nantes) ·
Allianz Riviera (Nice) ·
Parc des Princes (PSG) ·
Stade Auguste-Delaune (Reims) · 
Roazhon Park (Rennes) ·
Stade Geoffroy-Guichard (Saint-Étienne) ·
Stade de la Meinau (Strasbourg) ·
Stade de l'Aube (Troyes)
Stade François Coty (Ajaccio) ·
Stade de la Licorne (Amiens) ·
Stade de l'Abbé-Deschamps (Auxerre) ·
Stade Armand Cesari (Bastia) ·
Stade Michel d'Ornano (Caen) ·
Stade Gaston Gérard (Dijon) ·
Stade Marcel-Tribut (Dunkerque) ·
Stade des Alpes (Grenoble) ·
Stade du Roudourou (Guingamp) ·
Stade Océane (Le Havre) ·
Stade Marcel Picot (Nancy) ·
Stade des Costières (Nîmes) ·
Stade René Gaillard (Niort) ·
Stade Charléty (Paris) · 
Nouste Camp (Pau) ·
Stade Paul-Lignon (Rodez) ·
Stade Robert-Diochon (Quevilly-Rouen) ·
Stade Auguste Bonal (Sochaux) ·
Stadium Municipal (Toulouse) · 
Stade du Hainaut (Valenciennes)
Stade de France (Frans nationaal stadion) ·
Parc des Sports d'Avignon (Avignon) ·
Stade Gaston Petit (Châteauroux) ·
Stade Dominique Duvauchelle (Créteil) ·
Parc des Sports d'Annecy (Annecy) ·
Stade Ange Casanova (Gazélec Ajaccio) ·
Stade Francis-Le Basser (Laval) ·
Stade de la Source (Orléans) ·
Stade Bauer (Red Star) ·
Stade Jean-Bouin (Stade français) ·
Stade de la Vallée du Cher (Tours)